# Sweltsa umbonata
Sweltsa umbonata är en bäcksländeart som beskrevs av Surdick 1995. Sweltsa umbonata ingår i släktet Sweltsa och familjen blekbäcksländor. Inga underarter finns listade i Catalogue of Life.